# D135 (Aude)
De D135 is een departementale weg in het Zuid-Franse departement Aude. De weg verbindt Laure-Minervois met Trèbes en is ongeveer 9,1 kilometer lang.